# La Fleur blanche

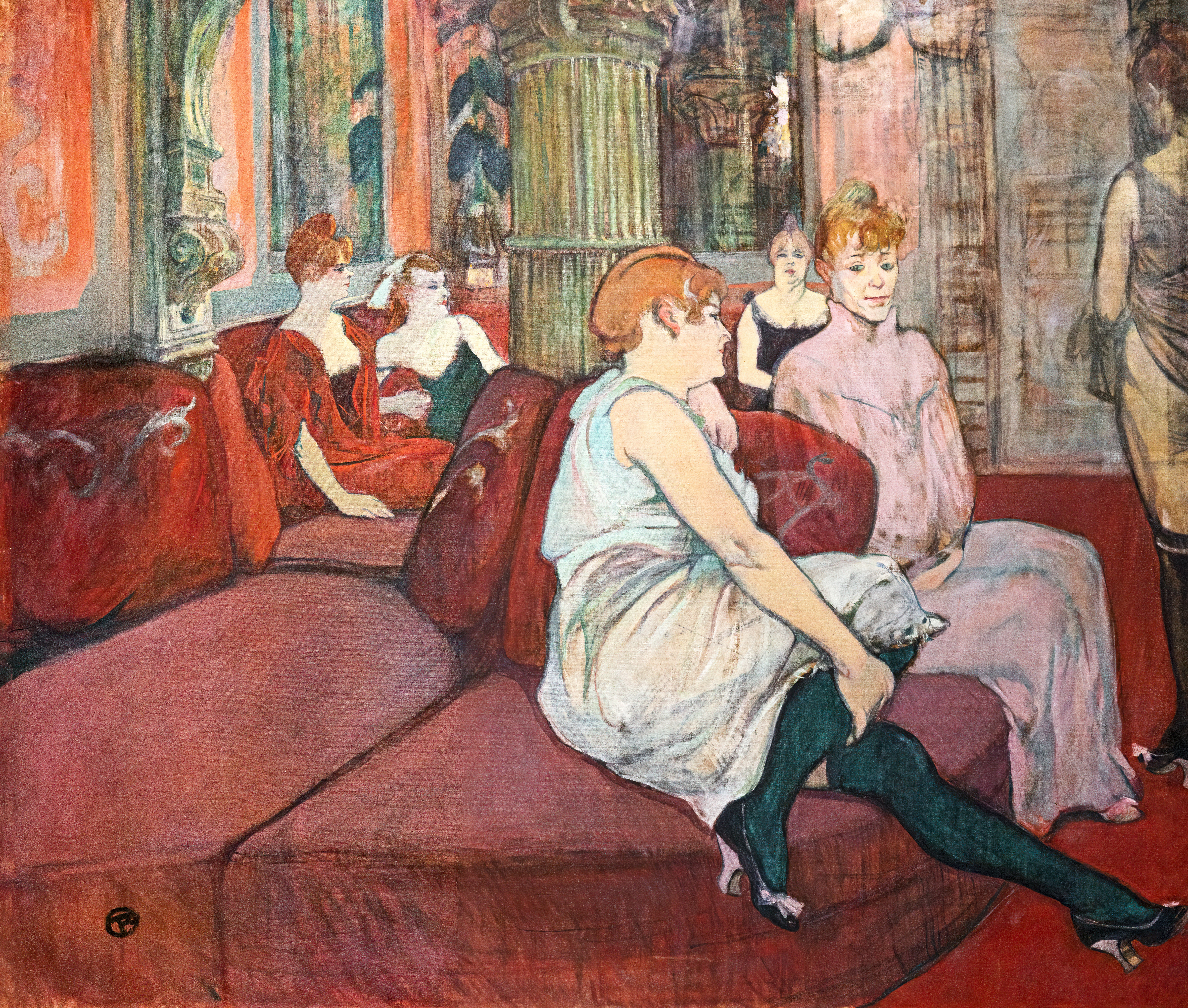
Salon de la rue des Moulins (1894).

La Fleur blanche était une maison close de la ville de Paris située au 6 rue des Moulins, dans le 1er arrondissement. Elle était notamment fréquentée par Toulouse-Lautrec (où il avait une chambre à demeure, selon la légende). Cet établissement était célèbre pour le superbe décor de ses chambres, et pour sa salle des tortures située dans la cave.

## Origines du bâtiment
L'immeuble fait partie d'un ensemble élevé sous Louis XIV (vers 1667-1677) sur l'ancienne butte des Moulins, qui fut rasée et lotie par les soins de l'architecte Michel Villedo ; la rue prit le nom de « rue Royale-Saint-Roch ». Toutes les maisons étaient ornées d'arcades au rez-de-chaussée ; celle-ci portait alors le no 3. Selon une légende, sans doute propagée par l'établissement et rapportée dans le roman Moulin Rouge, qui s'appuie sur la vie de Toulouse-Lautrec, la maison aurait été la « folie » (maison de plaisance) d'un financier de la Régence, qui y logeait une « belle laitière ». En réalité, elle appartint à Jacques Raudot, ancien intendant du Canada, et à son fils, qui fut effectivement directeur de la Compagnie des Indes en 1718 et fit fortune grâce au système de Law : mais ni l'un ni l'autre ne semblent avoir été des libertins, le premier étant déjà âgé lors de son acquisition en 1713, le second était plutôt janséniste. Elle ne fut pas davantage « l'hôtel de la présidente de Bussy » citée dans les guides, cette dernière, veuve de M. Martin de Bussy, président au Grand Conseil, habitait le no 8.
Antoine-Denis Raudot, mort célibataire en 1738, légua la maison à son avocat Jean Thureau pour remboursement de dettes prétendues (on cherchait déjà à échapper au fisc). Maître Thureau la légua à son tour à sa nièce Elisabeth-Madeleine Gennevois, épouse de M. Joseph Joubert, médecin. En 1772, elle appartenait à M. Audoux. puis elle passa au sieur Jean-Baptiste Lakanal, probablement le frère aîné du Conventionnel, qui était avocat et procureur au Parlement ; il était parfois appelé Lacanal du Puget (du nom d’un hameau de l’Ariège, à Serres-sur-Arget). Opposé à la Révolution, c’est lui qui aurait sauvé de la destruction les 21 têtes sculptées des rois de la cathédrale Notre-Dame. Il ne garda pas longtemps la maison, qui fut vendue le 17 août 1784 (contrat reçu Paulmier) au sieur Antoine-Joseph Rennesson, marchand drapier-mercier, et à la demoiselle Marie-Anne Yot, son épouse.
On perd ensuite sa trace.

## Des fastes du Second Empire aux Années Folles
Sous la Révolution, la rue Royale prit le nom de la « rue des Moulins » dont elle formait le prolongement ; la maison devint le no 24. il est possible de faire remonter l'existence de l'établissement jusqu’au début de la Restauration, car c’est Napoléon qui fit établir les premiers registres de la prostitution.
Bernard Stéphane situe « ses premières années d’exercice autour de 1815 », la maison étant alors « tenue par Mademoiselle Daigremont ». Elle semble avoir traversé sans encombre divers évènements, comme l'assassinat du duc de Berry (13 février 1820), qui fut fatal à l'ancien Opéra, ou les révolutions de 1830 et 1848. En 1839, une loi précise même que la prostitution ne peut s'exercer qu'en maison close ou maison de tolérance, ce qui dut conforter son statut.
La maison ne devint un bordel vraiment distingué que sous le Second Empire, vers 1860, en profitant du percement de l'avenue de l'Opéra et de la proximité du Palais des Tuileries. La partie ancienne de la rue des Moulins disparut sous les démolitions, il ne resta plus que la partie haute (l'ancienne rue Royale). La maison reçut alors le no 6 (et non l'ancien no 3, car désormais on distinguait les côtés, numéros pairs à droite et impairs à gauche). Elle jouissait déjà d'une bonne réputation, avec son salon oriental, des chambres décorées dont une chinoise, etc. Toulouse-Lautrec la fréquenta en 1893-1894, et y occupa même une chambre pendant quelques mois. Il peindra toute la maisonnée, le salon, les pensionnaires, la sous-maîtresse, le blanchisseur, le patron, la patronne, et même le chien papillon. Les tenanciers se nommaient M. et Mme Potieron, et leur petit chien Tutu.
Dans les années 1920, la maison se serait appelée Chez Gaby, et un certain Monsieur Armand, nouveau tenancier armé de prétentions artistiques et d'un grand sens publicitaire, y fit d'importants aménagements : il embellit la façade par un décor en stuc, chapiteaux ioniques rappelant ceux de l’escalier, moulurations et tête d’angelot joufflu au-dessus du portail ; le tout a été supprimé, ainsi que les frontons plus anciens, lors de la restauration drastique de 1968. On lui doit encore le bel escalier, dont les balustres carrés en chêne datent de l'époque Louis XIV, mais dont la cage fut ornée de 29 pilastres en marbre rouge avec chapiteaux à volutes ioniques, à l'imitation des passages voisins ; des impostes en haut et bas relief, sur des modes légers, existent toujours au-dessus des portes. De nombreuses chambres furent somptueusement décorées et meublées selon différents thèmes (gothique, Renaissance, mauresque, chinoise...) ; le peintre-décorateur en fut André David. Dans l'une d'elles se trouvait un splendide lit en acajou massif de Cuba, sculpté en forme de conque traînée par quatre cygnes et surmontée d'une naïade grandeur nature : c'était paraît-il, le lit de la marquise de Païva, célèbre courtisane du Second Empire, mais cette provenance est aujourd'hui contestée. Deux grandes cariatides (ou torchères) en acajou sculpté représentant des faunesses dans le même style ornaient l'entrée. On aménagea même un petit théâtre et une chambre de torture en sous-sol.

## La fin de la Rue des Moulins
L'établissement, l'un des plus luxueux de la capitale, fut réquisitionné par l'armée allemande pour le réserver à ses officiers, tout comme Le Chabanais, le Sphinx ou le One Two Two. Les Allemands imposèrent de nouvelles mesures d'hygiène et mirent en place une politique très stricte de lutte contre les maladies vénériennes : fiches de passe, contrôles sanitaires, préservatifs, etc. Les maisons pour officiers étaient ouvertes toute la nuit jusqu'à 5 heures, avec un roulement de personnel, et les passes étaient tarifées (200 francs pour les officiers, dont la moitié pour la fille, sauf le Chabannais qui coûtait 20 marks, soit 400 francs).
À la fermeture, tout le mobilier fut dispersé dans une vente aux enchères menée le 30 octobre 1946 par Maurice Rheims, comme pour le Chabanais (mais celui-ci cinq ans plus tard). Le salon devint la boutique d'un atelier de confection. La façade fut inscrite à l'inventaire en 1964. Mais vers 1968, l'immeuble fut vendu en appartements et les principaux décors disparurent, sauf ceux de l'escalier.

## La rue des Moulins dessinée par Toulouse-Lautrec
Le peintre y peignit sur les murs en particulier la Griserie de la belle inconnue, et il y puisa son inspiration pour une quarantaine de peintures et dessins, dont le célèbre Salon de la rue des Moulins (1894), Le Sofa (1894), ou encore Monsieur, Madame et le chien, couple de tenanciers de maison close (1893).
Il peignit également les prostituées de la rue des Moulins au moment de l'inspection médicale à laquelle elles étaient obligées de se soumettre régulièrement. Dans Inspection médicale rue des Moulins (1894), deux filles lèvent leurs chemises, tandis qu'une troisième en déshabillé bleu leur tourne le dos (c'est sans doute la patronne). Un médecin venait leur infliger un examen médical hebdomadaire dans des conditions d'hygiène parait-il déplorables, les auscultant avec un spéculum mal désinfecté.

Salon de la rue des Moulins (1894).
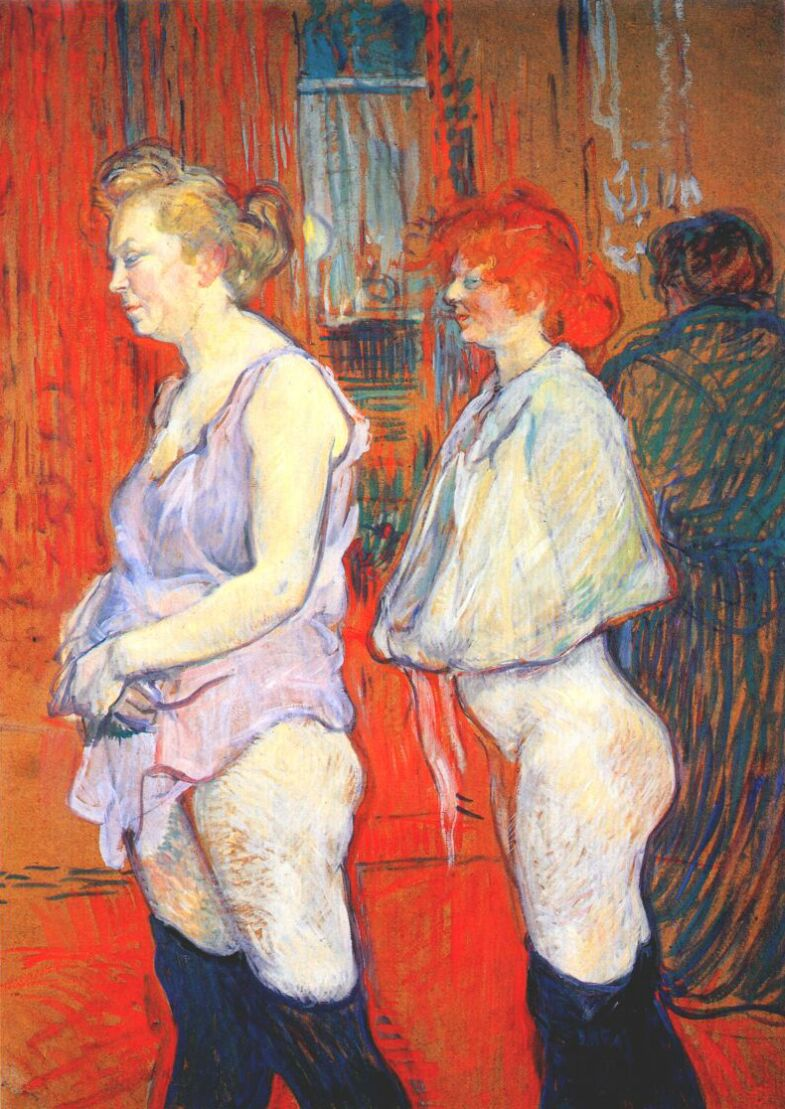
Inspection médicale rue des Moulins (1894).
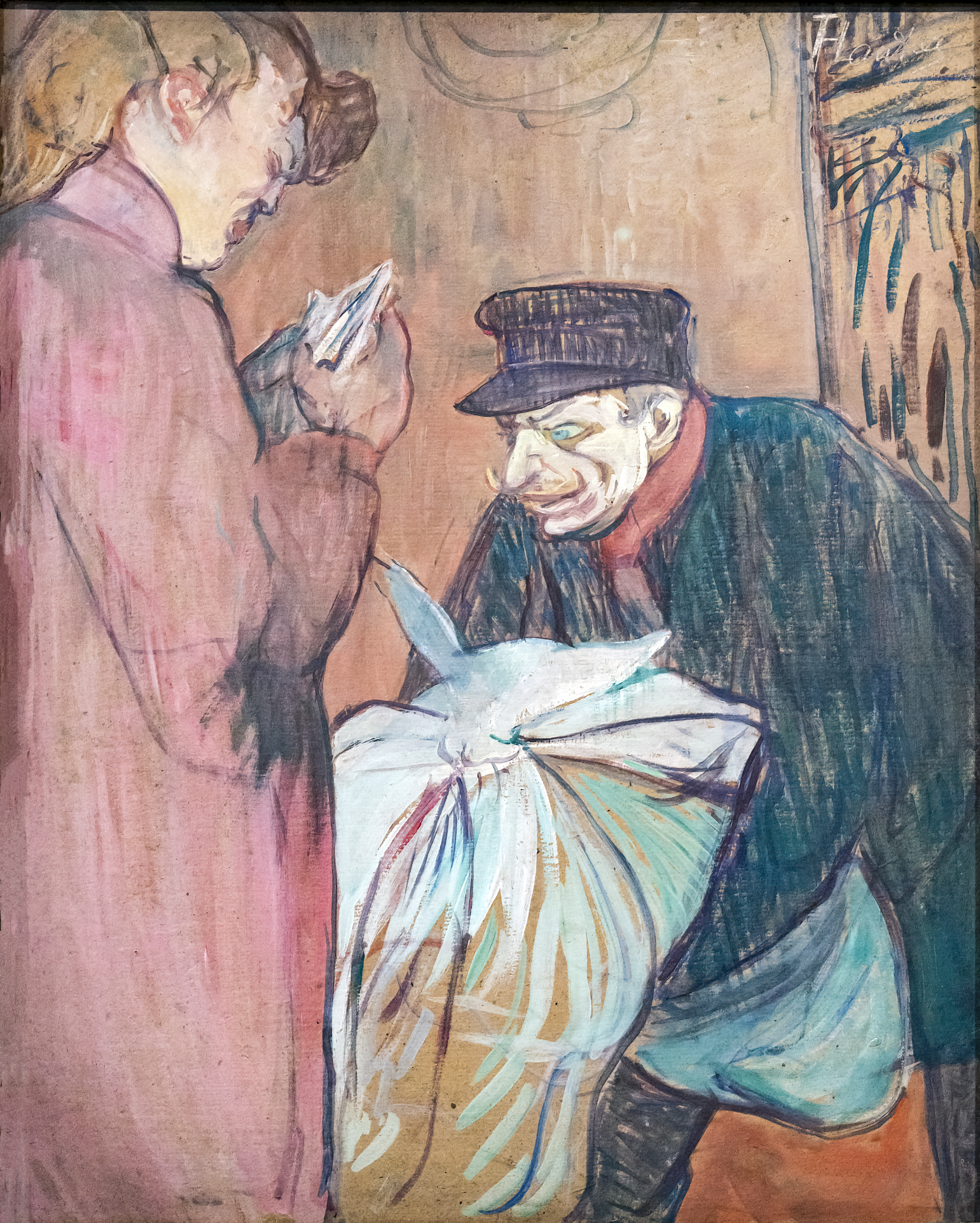
Le Blanchisseur de la Maison (1894).
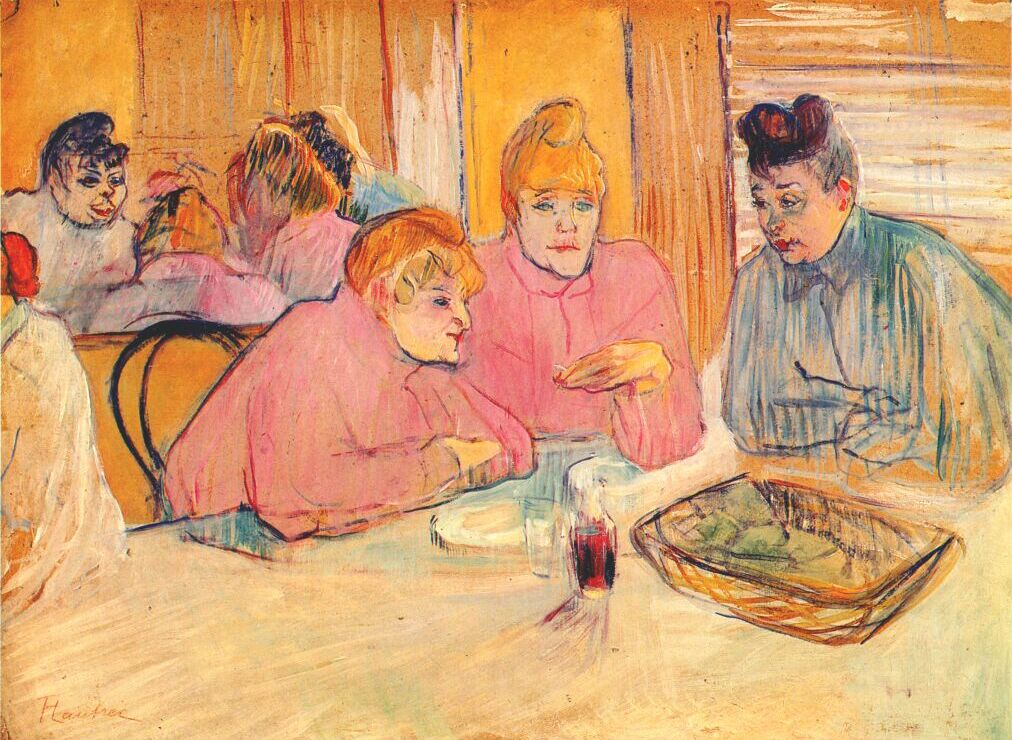
Ces dames au réfectoire  (1893).
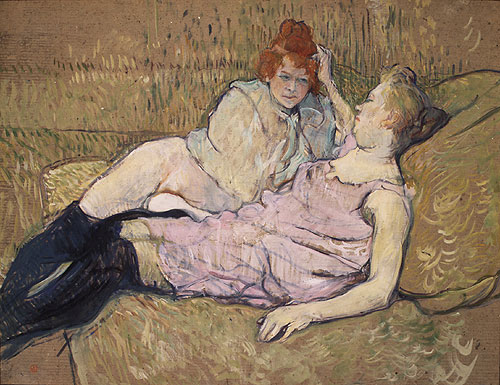
Le Sofa (1894-1896).